# SV Austria Salzburg (2005)
SV Austria Salzburg is een Oostenrijkse voetbalclub uit de stad Salzburg, opgericht in 2005. De vereniging met de paarse kleuren speelt in de amateurklassen.

## Geschiedenis

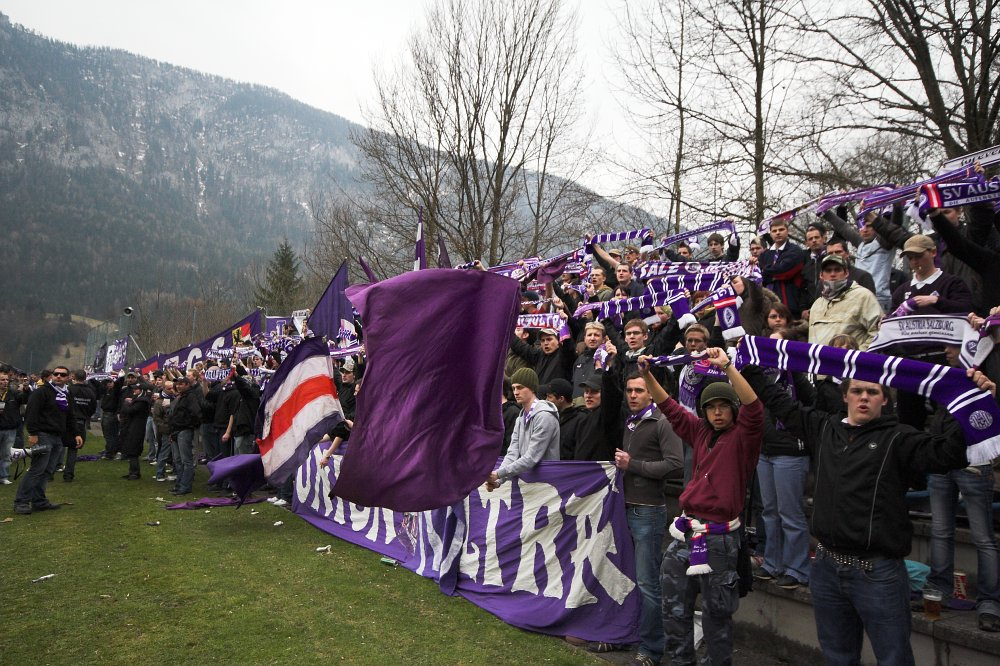
Supporters tijdens een wedstrijd

De club werd in 2005 opgericht door supporters van het oude SV Austria Salzburg, dat in 1933 werd opgericht. Austria Salzburg werd overgenomen door Red Bull en speelde nu verder onder de naam Red Bull Salzburg. De fans vonden dat de traditie van de club hiermee verdween en ze richtten de nieuwe club op. In februari 2006 werd de oude naam en het oude logo geregistreerd. De club probeerde de licentie van de politieclub van Salzburg, dat in de vierde klasse speelde, over te nemen en speelde daar één jaar in een soort fusie. Na één seizoen werd de samenwerking opgeheven.
De nieuwe club startte dan in de 2. Klasse Nord, oftewel het zevende niveau in het Oostenrijkse voetbal. De allereerste wedstrijd werd tegen Lieferinger SV gespeeld en met 6-0 gewonnen. In het eerste seizoen werd de club kampioen en promoveerde naar de 1. Klasse (zesde niveau).
Sinds het seizoen 2010/2011 speelt de club in de Regionalliga West (derde niveau) na vier promoties op rij.
Op 29 mei 2015 promoveerde het team eindelijk opnieuw, dit keer naar de Erste Liga (de huidige 2. Liga), waarmee de ploeg eindelijk afscheid nam van het hoogste amateurvoetbalniveau en het profvoetbal van Oostenrijk betrad. Het avontuur duurde slechts een jaar, daarna kwam het niet meer in het profvoetbal uit.

## Erelijst
| Nationaal        |    |      |
| 1. Landesliga    | 1x | 2010 |
| 2. Landesliga    | 1x | 2009 |
| 1. Klasse Nord   | 1x | 2008 |
| 2. Klasse Nord A | 1x | 2007 |